# Södermalms arbetareinstitut
Södermalms Arbetareinstitut (SAI) var en föreläsningsförening grundad 1882 som en filial till Stockholms arbetareinstitut. SAI hade under sin existens lokaler på olika adresser på Södermalm. 2010 beslutade årsmötet att upplösa Södermalms Arbetareinstitut och efter 128 år upphörde därmed föreläsningsverksamheten. Institutets behållning skänktes till Stockholms arbetareinstitut. Gåvan var inte villkorad men med en önskan om att Stockholms arbetareinstitut under överskådlig tid skulle dela ut ett eller två stipendier per år för forskning kring Stockholm med inriktning på folkbildning och arbetarkultur och att dessa skulle benämnas Södermalms Arbetareinstituts stipendier. Dessa stipendier har också utdelats enligt önskemålet.